# فروتا (کلرادو)
فرویتا (به انگلیسی: Fruita) شهری در ایالت کلرادو کشور ایالات متحده آمریکا است که جمعیت آن در سرشماری سال ۲۰۱۰ میلادی، ۱۲٬۶۴۶ نفر بوده‌است.